# 巴列德特拉帕加-特拉帕加兰
巴列德特拉帕加（西班牙語：Valle de Trápaga）或特拉帕加兰，是西班牙巴斯克自治区比斯开省的一个市镇（基层政权）。官方名称“巴列德特拉帕加-特拉帕加兰”中的“-”是所示名称中连接两种语言（西班牙语和巴斯克语）的连接符号。
巴列德特拉帕加-特拉帕加兰总面积13平方公里，位于西班牙的北部，内维翁河、伊拜萨巴河汇合后以北的毕尔巴鄂河口左岸处。在2014年有人口12,129 人，人口密度925.88人/km²。在古罗马时期，此地就有开采此铁矿石的历史。

## 地理
位于巴斯克比斯开省的巴列德特拉帕加-特拉帕加兰在毕尔巴鄂西北12千米处，境内有东西走向的坎塔布连山脉的一部分。横跨西班牙北部海岸的的欧洲高速公路E70号线穿过此市镇。
巴列德特拉帕加-特拉帕加兰市镇被分为两个部分：低区（Zona Baja）和高区（Zona Alta）。市镇百分之九十的人口聚集在低区，市镇行政中心也位于低区。高区主要靠近坎塔布连山脉，市镇历史上，古罗马时代采集的铁矿石区就分布在高区，矿产资源曾吸引大量人口迁入并达到该区域人口的最大值，但该地区因铁矿资源在20世纪中叶开始枯竭而使得人口流失，现成为大毕尔巴鄂县的毕尔巴鄂河口左岸居民观光休闲的旅游地方。高区和低区之间由BI-3755号公路和拉雷内塔缆车连接。